# Otto III. von Schalksberg
Otto von Schalksberg († 1398) war als Otto III. von 1384 bis 1397 Bischof von Minden.

## Leben
Otto entstammt dem Geschlecht der Herren vom Berge, die als Edelvögte im Mindener Land tätig waren. Sein Vater war Wedekind von Schalksberg (*um 1300). Der Einflussbereich der Vögte erstreckte sich auf das Hochstift Minden also den südlichen Teil des Bistums Minden. Nach ihrem Stammsitz Schalksburg nannten sich die Mitglieder der Familie auch „von Schalksburg“ oder „von Schalksberge“. Unter den Domherren im Mindener Domkapitel waren die Vögte vom Berge häufig vertreten. Ottos Bruder Widukind war von 1369 bis 1383 Bischof von Minden. Ihm folgte 1384 bis 1397 Otto als Otto III. auf den Mindener Thron. Als Otto nach seiner Resignation (resigniert am 22. Dezember 1397) am 1. Februar 1398 starb, erlosch das Geschlecht der Herren von Berge. Der Besitz der Vogtei fiel an das Bistum. Die Schalksburg wurde Landesburg und wurde bereits von Bischof Wilhelm II. als Residenz genutzt.